# Kopparåsen
Kopparåsen is een plaatsaanduiding binnen de Zweedse gemeente Kiruna. De plaats wordt gevormd door een halteplaats (sinds 1902) en rangeergelegenheid aan de Ertsspoorlijn (zelf aangeven of je in- of uit wil stappen). De uit/instaphalte geeft toegang tot het Vadvetjakko Nationaal Park, een van Zwedens meest afgelegen natuurreservaten.